# 古河公方館
古河公方館（こがくぼうやかた）は、茨城県古河市鴻巣にあった中世の城館（日本の城）。鴻巣御所・鴻巣館とも呼ばれる。古河御所と呼ばれる場合もある。現在、古河公方館跡地の大半は古河総合公園にある。

## 概要
享徳4年（1455年）、享徳の乱の際に、初代古河公方の足利成氏により築かれたと考えられている。古河城本丸から南東へ1km程度離れた鴻巣の地にあり、御所沼に突き出た半島状台地に築かれた連郭式の中世城館である。天正18年（1590年）には、最後の古河公方足利義氏の娘である氏姫（氏女）の居館となった。寛永7年（1630年）に、氏姫の孫にあたる尊信が下野国の喜連川に移ったのちは主を失い、時宗十念寺の寺域となる。現在、当時の建築物は残されていないが、城跡の大半とその周辺は古河総合公園として整備されている。

## 歴史・沿革
『鎌倉大草紙』 享徳四年（1455年）六月の条に「成氏は総州葛飾郡古河縣こうのすと云所に屋形を立、……」とあることから、享徳の乱において鎌倉から下総・古河に移座した初代古河公方・足利成氏により築かれたと考えられている。長禄元年十月には「下河辺古河の城ふしむ出来して古河へ御うつりありける」とあるので、成氏は2年間程度本館を御所としたのち、立崎の古河城へ移ったことになる。
その後は氏姫の時代まで史料が乏しい。当時は舟で往来可能だった古河城とあわせて、一つの広大な城域を形成していた等の見方も示されている。なお、足利義氏についても、葛西城・関宿城・小金城・佐貫城・鎌倉への移座を重ねた末の永禄12年（1569年）に古河帰座を実現し、本館を御所としたとする見解もあるが、根拠となった史料は異なる解釈も可能なあいまいなもので、検討の余地がある。更に古河帰座後も義氏が明らかに栗橋城を居城としている時期も確認でき、その背景についても今後の研究課題となる。
天正18年（1590年）、豊臣秀吉の「古河城破却」（立ち退きの意か）令により、氏姫は古河城から本館に移ってきた。父の義氏は天正10年（1582年）に没していたが、古河公方の後継者が定まらず、氏姫が古河足利氏を継承していた。
天正19年（1591年）3月、秀吉は氏姫に対して、足利頼純の子である国朝との縁組を指示した。頼純は、かつて古河公方と対立してきた小弓公方・足利義明の子であり、天文4年（1535年）の国府台合戦で小弓公方が滅びたのちは、安房国の里見氏に庇護されていた。この婚姻の結果、鎌倉公方以来の関東公方家は再び統一され、下野・喜連川の喜連川氏として江戸時代へ継承される。文禄2年（1593年）に国朝が病死した後は、引き続き弟の頼氏と氏姫との婚姻が成立し、二人の間に義親が生まれた。氏姫はその後も古河を離れず、義親夫妻とその子の尊信とともに、元和6年（1620年）に生涯を終えるまでを本館で過ごした。
寛永4年（1627年）に義親が死去したのちは尊信が残っていたが、寛永7年（1630年）に喜連川にいた祖父の頼氏が死去すると、後を継ぐために古河を離れた。残された本館は時宗十念寺の寺域となる。

## 構造

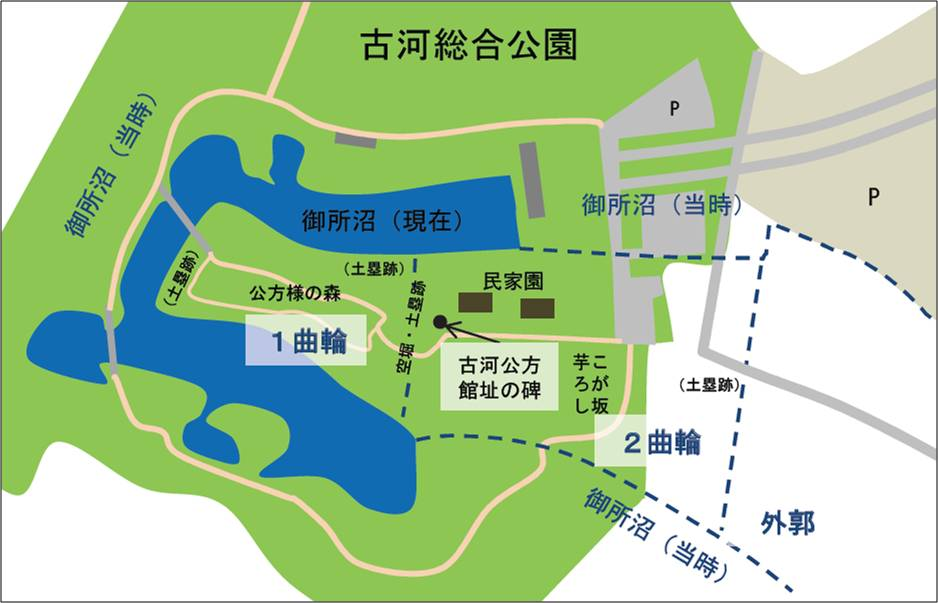
古河公方館の城域

御所沼に向けて、東から西に延びる半島状の台地上にある。現地調査の結果、かつての城域は東西700m に及び、先端にあたる西側から順に、1曲輪（根城）（南北幅40m、東西長135～140m）、2曲輪（中城）（南北幅70～100m、東西長180m）、外郭（宿）（南北幅100～130m）の3区画が確認されている。各区画の間には空堀があり、堀の西側には土塁も設けて、東側からの来襲に備えていた。
1曲輪は、本丸に相当すると考えられている。現在は「公方様の森」と呼ばれる一角である。
2曲輪には、昭和5年まで十念寺があった。現在は民家園（旧飛田家住宅、旧中山家住宅）がある。
外郭には、城下集落である「宿」が形成されていた。現在は公園の外側である。
天然の水堀となった御所沼は、北側は虚空蔵菩薩の丘陵まで約150mの幅、南側も100～150mの幅をもち、駒ヶ崎・市立サッカー場の丘にまで延びていた。西側はさらに渡良瀬川まで湿地帯が続き、北西に1km ほど隔てられた古河城ともつながっていた 。

## 考古資料

### 遺構

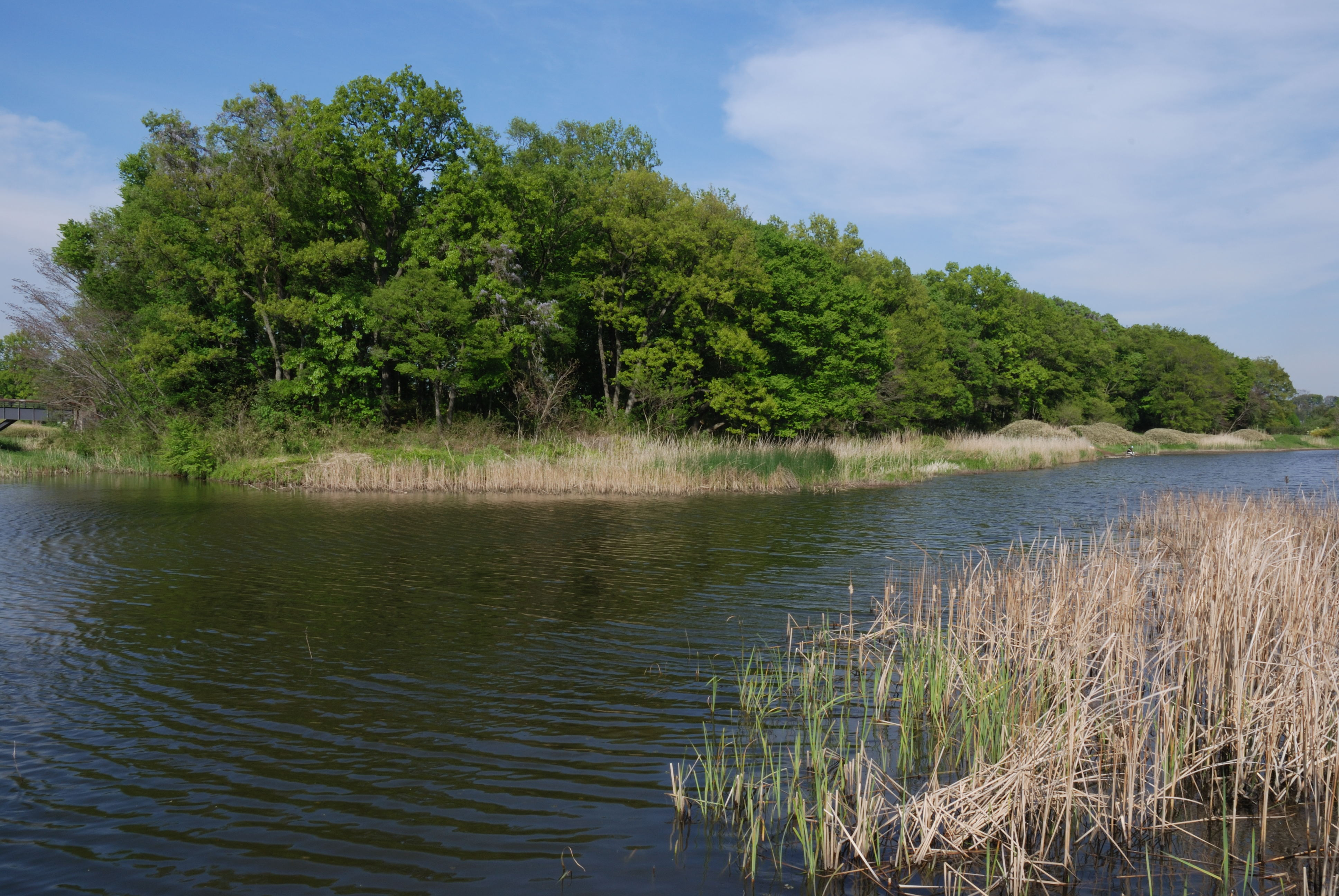
古河総合公園内にある「公方様の森」と、それを三方から囲む御所沼

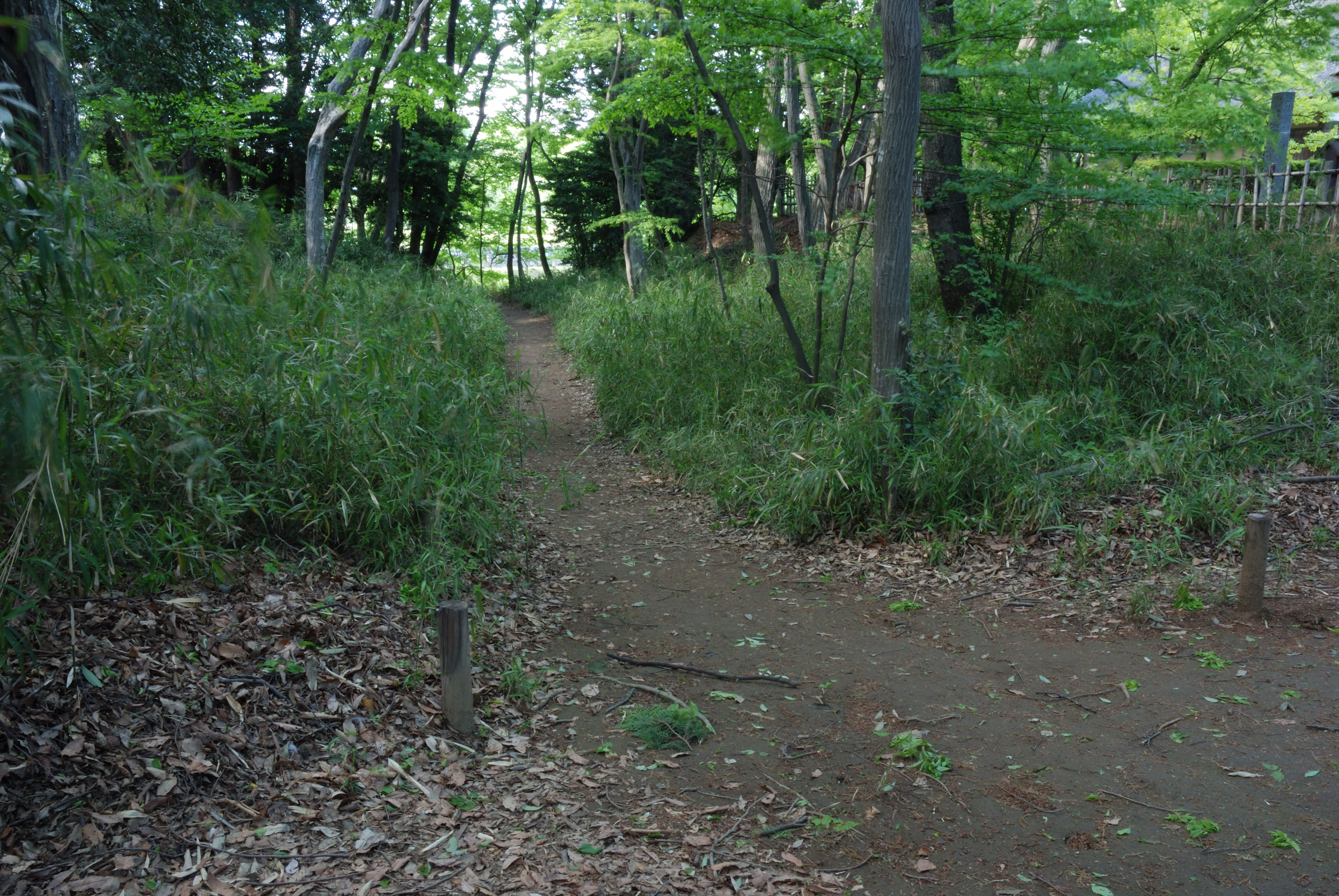
空堀

1曲輪（根城）の東側には、現在も明瞭な堀切と土塁の跡がある。北側にも高さ約1.5mの土塁跡が15m程度、先端の西側にも若干の土塁跡がある。2曲輪（中城）の東側には、堀切と土塁の痕跡が一部に残されている。外郭（宿）の遺構は不明確だが、地形から東側が堀切られていたと考えられる。
御所沼は、第二次世界大戦後に干拓・埋立されて消滅した後、平成8年（1996年）に復現された。古河公方の時代と比較すると、大幅に縮小されているが、当時の姿を偲ぶことができる。

## 作品

### 文学
- 仇花：　諸田玲子の歴史小説。徳川家康側室だった主人公お六が古河足利家（足利義親）に再嫁し、本館も舞台のひとつとなる。光文社より2003年発行。2007年には文庫化。
- 風魔：　宮本昌孝の歴史小説。主人公は忍者・風魔小太郎で、後北条氏が豊臣秀吉に滅ぼされたのち、氏姫に仕えるようになった。本館も舞台のひとつとなっている。祥伝社より2006年発行。2009年には文庫化。

## 伝承

### 天神松と胞衣松
古河公方館（御所）があった半島状台地の西端には、現在、天神橋と名付けられた橋があり、その両脇には赤松の木が植えられている。橋の南側が「天神松」（てんじんまつ）、北側が「胞衣松」（えなまつ）である。館の主だった氏姫が足利義親を出産した際、足利の血を継ぐ男子誕生を喜び、御所の西北に天神のほこらを建てた。またその南側には胞衣（胎盤）を埋めて、それぞれに松の木を植えたと言い伝わる。なお、子の健やかな成長を願って胎盤を埋める風習は、近年まで日本各地で見られていた。このときの松を人々は「天神松」、「胞衣松」と呼んだ。200年後に鷹見泉石が作成した鴻巣村絵図にも、天神松と胞衣松が描かれており、長い間大切にされてきたことが分かる。2本の松は公園の造成が始まった1972年には残っていなかったが、故事にちなみ1996年に新しく植えられた。